# Liubov Dostoiévskaia
Liubov Fiódorovna Dostoiévskaia (rus: Любо́вь Фёдоровна Достое́вская o Aimée Dostoïevskaïa; (26 de setembre [C.J. 14 de setembre] de 1869, Dresden, llavors Electorat de Saxònia, Confederació d'Alemanya del Nord, actualment Alemanya - 10 de novembre de 1926, Bozen, llavors Regne d'Itàlia, actualment Itàlia) fou una escriptora i memorialista russa, segona filla de Fiódor Dostoievski i Anna Dostoiévskaia.

## Biografia
Dostoiévskaia va néixer a Dresden perquè els seus pares havien fugit el 1867, enfront dels creditors del pare, a l'estranger. F. M. Dostoievski s'estimava molt la seva segona filla. Uns mesos després del naixement de la seva filla, el feliç Fiódor Mikhàilovitx va escriure a la seva neboda S. A. Ivànova el 14 (26) de desembre de 1869 des de Dresden
| « | No puc dir-te com l'estimo. <...> La petita és sana, alegre, avançada per la seva edat, canta amb mi i riu tot el temps; és una nena tranquil·la i sense capricis. S'assembla tant a mi que sembla ridícula. | » |

Posteriorment, quan Liuba va créixer, va escriure notes al seu pare (se n'han conservat un total d'onze). S'han conservat també dues respostes de l'escriptor a aquestes notes: del 26 d'abril de 1874 de Moscou i del 7 d'agost (19) de 1879 de Bad Ems.
Liuba tenia onze anys quan va morir Dostoievski. El funeral del pare va afectar l probablement va impressionar una nena sensible, i va incrementar la seva sensació de dolor. L'estudiós de Dostoievski, Nikolai Nasedkin, va escriure: "El grandiós funeral de Dostoievski va tenir un efecte extremadament poderós sobre la impressionable Liuba, la va ajudar a adonar-se finalment de qui era son pare i que ella era la seva filla. Això no és la millor manera d'influir en el seu caràcter. <...> Segons els records de molts, ella era poc sociable, orgullosa, insolent”.
Liubov Fiódorovna no va ajudar pas sa la seva mare a perpetuar la glòria de Dostoievski, i es va forjar una imatge pròpia com a filla d'un famós escriptor, i després es va allunyar d'Anna Dostoiévskaia per complet. Els seus intents d'escriure van donar com a resultat la col·lecció de narracions breus « Noies malaltes » (1911), les novel·les « L'emigrant » (1912), « L'advocat » (1913), que no van obtenir reconeixement i no van fer-li la vida més fàcil.
El 1913, després d'un viatge a l'estranger per fer-hi un tractament mèdic, es va quedar a l'estranger per sempre. Allà va escriure i publicar (primer en alemany, després en altres idiomes europeus) la principal obra de la seva vida, «Dostoejewski geschildert von seiner Tochter»(Múnic, 1920). Aquesta obra va aparèixer en rus amb el títol Достоевский в изображении его дочери Л. Достоевской en una versió molt abreviada. L'estudiós de Dostoievski, N.N. Nassedkin, escriu: 
| « | El llibre de la filla de Dostoievski conté moltes inexactituds fàctiques, errors i afirmacions dubtoses, però, al mateix temps, conté molta obra interessant i nova per als investigadors de l'obra de son pare. | » |

Presentar aquestes memòries sobre Dostoievski com a “notes de testimoni presencial”, donada l'edat de Liubov Fiódorovna l'any de la mort del seu pare, hauria de considerar-se un malentès. No obstant això, els retrats semi-literaris de Fiódor Mikhàilovitx i persones del seu voltant, procedents de la ploma de Liubov Fiódorovna, són utilitzats activament pels investigadors del gran escriptor en casos en què no hi ha fonts més fiables.
Els dostoievskistes Serguei Belov i V. A. Tunimànov assenyalen la principal mancança de les memòries de L.F. Dostoievskaya: en alguns casos, la lliure manipulació de fets i un biaix indubtable. Sobretot quan informa de la relació del seu pare amb la seva amistançada Polina Súslova.
Els dos últims anys, Liubov Fiódorovna va viure a Itàlia, on va morir de leucèmia al Tirol del Sud a la ciutat de Gries, ara part dels límits de la ciutat de Bolzano, el 10 de novembre de 1926, a la clínica privada del famós metge F. Rössler. En la seva última carta a Rússia, va demanar al seu nebot Andrei "un servei de rèquiem per a la seva àvia i el seu avi Dostoievski".
El seu funeral va tenir lloc al cementiri local d'Oltrizarko, que fou desafectat a la dècada del 1950. Les seves restes i la seva làpida amb el nom d'Aimée Dostoïevskaïa (com es feia anomenar a l'estranger) van ser traslladades al cementiri central de la ciutat.